# Eurocopa 2000

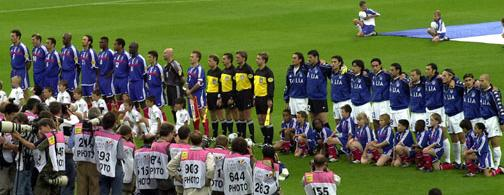
Los equipos de Francia e Italia, antes del comienzo de la final.

La Eurocopa de fútbol de 2000 tuvo lugar en Bélgica y los Países Bajos, entre el 10 de junio y el 2 de julio de 2000.
La selección de Francia consiguió hacerse con su segundo campeonato, después del logrado en 1984. De esta manera, Francia se convirtió en la primera selección que jugando en calidad de campeona del mundo (había logrado imponerse en la Copa Mundial de Fútbol de 1998) se hacía con el campeonato europeo, aunque Alemania Federal ganó el mundial de 1974 siendo campeona de Europa, al igual que posteriormente haría España que ganó el mundial de 2010 tras proclamarse campeona en la Eurocopa 2008, y luego ganar la  Eurocopa 2012.
Francia se impuso a Italia con un gol de oro de Trézéguet en la prórroga luego de alcanzar el empate agónicamente en el minuto 94.

## Organización

### Sedes
| Róterdam                                                            | Ámsterdam                                                                 | Eindhoven                                                                 |
| ------------------------------------------------------------------- | ------------------------------------------------------------------------- | ------------------------------------------------------------------------- |
| Stadion Feyenoord                                                   | Johan Cruyff Arena                                                        | Philips Stadion                                                           |
| Capacidad: 51 000                                                   | Capacidad: 52 000                                                         | Capacidad: 33 000                                                         |
|                                                                     |                                                                           |                                                                           |
| Arnhem                                                              | \| Róterdam Ámsterdam Eindhoven Arnhem Brujas Bruselas Lieja Charleroi \| | \| Róterdam Ámsterdam Eindhoven Arnhem Brujas Bruselas Lieja Charleroi \| |
| GelreDome                                                           | \| Róterdam Ámsterdam Eindhoven Arnhem Brujas Bruselas Lieja Charleroi \| | \| Róterdam Ámsterdam Eindhoven Arnhem Brujas Bruselas Lieja Charleroi \| |
| Capacidad: 30 000                                                   | \| Róterdam Ámsterdam Eindhoven Arnhem Brujas Bruselas Lieja Charleroi \| | \| Róterdam Ámsterdam Eindhoven Arnhem Brujas Bruselas Lieja Charleroi \| |
|                                                                     | \| Róterdam Ámsterdam Eindhoven Arnhem Brujas Bruselas Lieja Charleroi \| | \| Róterdam Ámsterdam Eindhoven Arnhem Brujas Bruselas Lieja Charleroi \| |
| Bruselas                                                            | \| Róterdam Ámsterdam Eindhoven Arnhem Brujas Bruselas Lieja Charleroi \| | \| Róterdam Ámsterdam Eindhoven Arnhem Brujas Bruselas Lieja Charleroi \| |
| Estadio Rey Balduino                                                | \| Róterdam Ámsterdam Eindhoven Arnhem Brujas Bruselas Lieja Charleroi \| | \| Róterdam Ámsterdam Eindhoven Arnhem Brujas Bruselas Lieja Charleroi \| |
| Capacidad: 50 000                                                   | \| Róterdam Ámsterdam Eindhoven Arnhem Brujas Bruselas Lieja Charleroi \| | \| Róterdam Ámsterdam Eindhoven Arnhem Brujas Bruselas Lieja Charleroi \| |
|                                                                     | \| Róterdam Ámsterdam Eindhoven Arnhem Brujas Bruselas Lieja Charleroi \| | \| Róterdam Ámsterdam Eindhoven Arnhem Brujas Bruselas Lieja Charleroi \| |
| Brujas                                                              | Lieja                                                                     | Charleroi                                                                 |
| Estadio Jan Breydel                                                 | Estadio Maurice Dufrasne                                                  | Estadio del País de Charleroi                                             |
| Capacidad: 30 000                                                   | Capacidad: 30 000                                                         | Capacidad: 30 000                                                         |
|                                                                     |                                                                           |                                                                           |
| Róterdam Ámsterdam Eindhoven Arnhem Brujas Bruselas Lieja Charleroi |                                                                           |                                                                           |

### Árbitros
| - Markus Merk - Günter Benkö - Gamal Al-Ghandour - Hugh Dallas - José María García-Aranda - Gilles Veissière |  | - Graham Poll - Pierluigi Collina - Dick Jol - Vítor Melo Pereira - Anders Frisk - Urs Meier |

## Equipos participantes
En cursiva los países debutantes en la competición.
| Equipos participantes | Equipos participantes | Equipos participantes | Equipos participantes |
| --------------------- | --------------------- | --------------------- | --------------------- |
| Alemania              | España                | Noruega               | Rumania               |
| Bélgica               | Francia               | Países Bajos          | Suecia                |
| Dinamarca             | Inglaterra            | Portugal              | Turquía               |
| Eslovenia             | Italia                | República Checa       | Rep. Fed. Yugoslavia  |

## Resultados
- Las horas indicadas en los partidos corresponden al huso horario local de Bélgica y de los Países Bajos: Horario de verano de Europa occidental – CEST: (UTC+2).

### Fase de grupos
– Clasificado para los cuartos de final.

#### Grupo A
| Selección  | Pts | PJ | PG | PE | PP | GF | GC | Dif |
| ---------- | --- | -- | -- | -- | -- | -- | -- | --- |
| Portugal   | 9   | 3  | 3  | 0  | 0  | 7  | 2  | 5   |
| Rumania    | 4   | 3  | 1  | 1  | 1  | 4  | 4  | 0   |
| Inglaterra | 3   | 3  | 1  | 0  | 2  | 5  | 6  | −1  |
| Alemania   | 1   | 3  | 0  | 1  | 2  | 1  | 5  | −4  |

#### Grupo B
| Selección | Pts | PJ | PG | PE | PP | GF | GC | Dif |
| --------- | --- | -- | -- | -- | -- | -- | -- | --- |
| Italia    | 9   | 3  | 3  | 0  | 0  | 6  | 2  | 4   |
| Turquía   | 4   | 3  | 1  | 1  | 1  | 3  | 2  | 1   |
| Bélgica   | 3   | 3  | 1  | 0  | 2  | 2  | 5  | −3  |
| Suecia    | 1   | 3  | 0  | 1  | 2  | 2  | 4  | −2  |

#### Grupo C
| Selección     | Pts | PJ | PG | PE | PP | GF | GC | Dif |
| ------------- | --- | -- | -- | -- | -- | -- | -- | --- |
| España        | 6   | 3  | 2  | 0  | 1  | 6  | 5  | 1   |
| RF Yugoslavia | 4   | 3  | 1  | 1  | 1  | 7  | 7  | 0   |
| Noruega       | 4   | 3  | 1  | 1  | 1  | 1  | 1  | 0   |
| Eslovenia     | 2   | 3  | 0  | 2  | 1  | 4  | 5  | −1  |

#### Grupo D
| Selección       | Pts | PJ | PG | PE | PP | GF | GC | Dif |
| --------------- | --- | -- | -- | -- | -- | -- | -- | --- |
| Países Bajos    | 9   | 3  | 3  | 0  | 0  | 7  | 2  | 5   |
| Francia         | 6   | 3  | 2  | 0  | 1  | 7  | 4  | 3   |
| República Checa | 3   | 3  | 1  | 0  | 2  | 3  | 3  | 0   |
| Dinamarca       | 0   | 3  | 0  | 0  | 3  | 0  | 8  | −8  |

### Fase eliminatoria
|  | Cuartos de final        | Cuartos de final        |                        |       | Semifinales | Semifinales |  |  | Final | Final |
|  |                         |                         |                        |       |             |             |  |  |       |       |
|  | 25 de junio – Brujas    |                         |                        |       |             |             |  |  |       |       |
|  |                         |                         |                        |       |             |             |  |  |       |       |
|  | España                  | 1                       |                        |       |             |             |  |  |       |       |
|  | España                  | 1                       | 28 de junio – Bruselas |       |             |             |  |  |       |       |
|  | Francia                 | 2                       |                        |       |             |             |  |  |       |       |
|  | Francia                 | 2                       | Francia (t.s.)         | 2     |             |             |  |  |       |       |
|  | 24 de junio – Ámsterdam |                         | Francia (t.s.)         | 2     |             |             |  |  |       |       |
|  |                         | Portugal                | 1                      |       |             |             |  |  |       |       |
|  | Portugal                | Portugal                | 1                      | 2     |             |             |  |  |       |       |
|  | Portugal                |                         | 2 de julio – Róterdam  | 2     |             |             |  |  |       |       |
|  | Turquía                 | 0                       |                        |       |             |             |  |  |       |       |
|  | Turquía                 | 0                       | Francia (t.s.)         | 2     |             |             |  |  |       |       |
|  | 24 de junio – Bruselas  |                         | Francia (t.s.)         | 2     |             |             |  |  |       |       |
|  |                         | Italia                  | 1                      |       |             |             |  |  |       |       |
|  | Italia                  | Italia                  | 1                      | 2     |             |             |  |  |       |       |
|  | Italia                  | 29 de junio – Ámsterdam |                        | 2     |             |             |  |  |       |       |
|  | Rumania                 | 0                       |                        |       |             |             |  |  |       |       |
|  | Rumania                 | 0                       | Italia (p.)            | 0 (3) |             |             |  |  |       |       |
|  | 25 de junio – Róterdam  |                         | Italia (p.)            | 0 (3) |             |             |  |  |       |       |
|  |                         | Países Bajos            | 0 (1)                  |       |             |             |  |  |       |       |
|  | Países Bajos            | Países Bajos            | 0 (1)                  | 6     |             |             |  |  |       |       |
|  | Países Bajos            |                         |                        | 6     |             |             |  |  |       |       |
|  | RF Yugoslavia           | 1                       |                        |       |             |             |  |  |       |       |
|  | RF Yugoslavia           | 1                       |                        |       |             |             |  |  |       |       |

#### Final
|                    |
| Bandera de Francia |
| Campeón Francia    |
| 2.º título         |

## Estadísticas

### Clasificación general

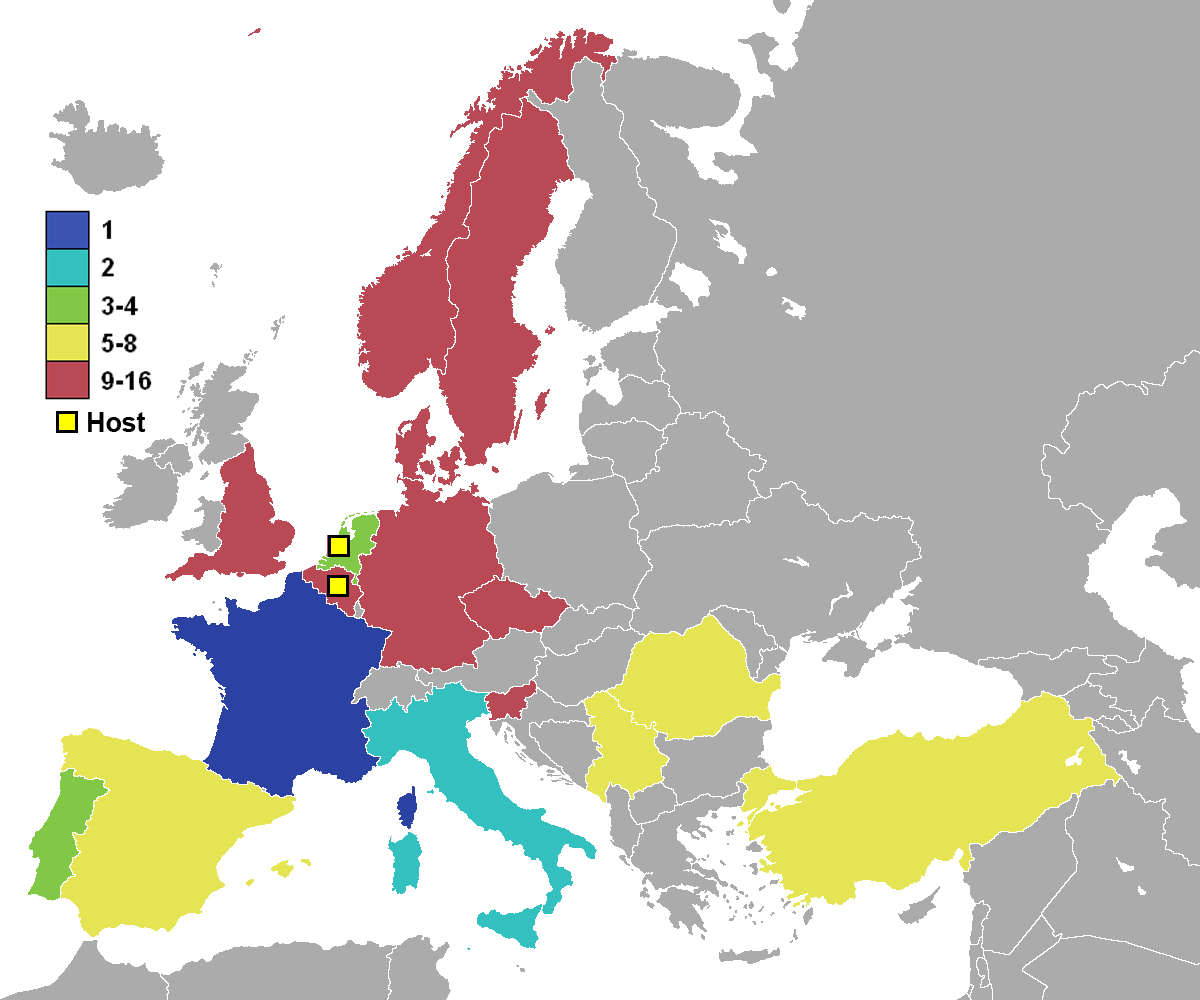
Mapa según los resultados del torneo.

Nota: las tablas de rendimiento no reflejan la clasificación final de los equipos, sino que muestran el rendimiento de los mismos atendiendo a la ronda final alcanzada.
| Pos. | Selección       | Pts | PJ | PG | PE | PP | GF | GC | Dif. | Rend.  |
| ---- | --------------- | --- | -- | -- | -- | -- | -- | -- | ---- | ------ |
| 1    | Francia         | 15  | 6  | 5  | 0  | 1  | 13 | 7  | 6    | 83.33% |
| 2    | Italia          | 13  | 6  | 4  | 1  | 1  | 9  | 4  | 5    | 72.22% |
| 3    | Países Bajos    | 13  | 5  | 4  | 1  | 0  | 13 | 3  | 10   | 86.67% |
| 4    | Portugal        | 12  | 5  | 4  | 0  | 1  | 10 | 4  | 6    | 80%    |
| 5    | España          | 6   | 4  | 2  | 0  | 2  | 7  | 7  | 0    | 50%    |
| 6    | Turquía         | 4   | 4  | 1  | 1  | 2  | 3  | 4  | −1   | 33.33% |
| 7    | Rumania         | 4   | 4  | 1  | 1  | 2  | 4  | 6  | −2   | 33.33% |
| 8    | RF Yugoslavia   | 4   | 4  | 1  | 1  | 2  | 8  | 13 | −5   | 33.33% |
| 9    | Noruega         | 4   | 3  | 1  | 1  | 1  | 1  | 1  | 0    | 44.44% |
| 10   | República Checa | 3   | 3  | 1  | 0  | 2  | 3  | 3  | 0    | 33.33% |
| 11   | Inglaterra      | 3   | 3  | 1  | 0  | 2  | 5  | 6  | −1   | 33.33% |
| 12   | Bélgica         | 3   | 3  | 1  | 0  | 2  | 2  | 5  | −3   | 33.33% |
| 13   | Eslovenia       | 2   | 3  | 0  | 2  | 1  | 4  | 5  | −1   | 22.22% |
| 14   | Suecia          | 1   | 3  | 0  | 1  | 2  | 2  | 4  | −2   | 11.11% |
| 15   | Alemania        | 1   | 3  | 0  | 1  | 2  | 1  | 5  | −4   | 11.11% |
| 16   | Dinamarca       | 0   | 3  | 0  | 0  | 3  | 0  | 8  | −8   | 0%     |

## Goleadores
- Fuente:[2]

5 goles
- Savo Milošević
- Patrick Kluivert

4 goles
- Nuno Gomes

3 goles
- Thierry Henry
- Sérgio Conceição
- Zlatko Zahovič

2 goles
- Vladimír Šmicer
- Alan Shearer
- Youri Djorkaeff
- David Trezeguet
- Sylvain Wiltord
- Zinedine Zidane
- Filippo Inzaghi
- Francesco Totti
- Frank de Boer
- Marc Overmars
- Boudewijn Zenden
- Alfonso
- Gaizka Mendieta
- Hakan Şükür

1 gol
- Bart Goor
- Émile Mpenza
- Karel Poborský
- Steve McManaman
- Michael Owen
- Paul Scholes
- Ljubinko Drulović
- Dejan Govedarica
- Slobodan Komljenović
- Laurent Blanc
- Christophe Dugarry
- Mehmet Scholl
- Antonio Conte
- Alessandro Del Piero
- Marco Delvecchio
- Luigi Di Biagio
- Stefano Fiore
- Ronald de Boer
- Steffen Iversen
- Costinha
- Luís Figo
- João Pinto
- Cristian Chivu
- Ionel Ganea
- Viorel Moldovan
- Dorinel Munteanu
- Miran Pavlin
- Joseba Etxeberria
- Pedro Munitis
- Raúl
- Henrik Larsson
- Johan Mjällby
- Okan Buruk

Autogol
- Dejan Govedarica (ante Países Bajos)

## Premios y reconocimientos

### Jugador del torneo y equipo ideal
El "Mejor Jugador del Torneo", elegido por el "Grupo de Estudios Técnicos de la UEFA", fue el mediapunta francés Zinedine Zidane.
| Porteros        | Defensas         | Centrocampistas    | Delanteros       |
| --------------- | ---------------- | ------------------ | ---------------- |
| Fabien Barthez  | Laurent Blanc    | Demetrio Albertini | Nuno Gomes       |
| Francesco Toldo | Frank de Boer    | Rui Costa          | Raúl González    |
|                 | Fabio Cannavaro  | Edgar Davids       | Thierry Henry    |
|                 | Marcel Desailly  | Luís Figo          | Patrick Kluivert |
|                 | Paolo Maldini    | Pep Guardiola      | Savo Milošević   |
|                 | Alessandro Nesta | Patrick Vieira     | Francesco Totti  |
|                 | Lilian Thuram    | Zinedine Zidane    |                  |

## Símbolos

### Lema y tema musical
El lema del concurso fue "Fútbol sin fronteras". "Campione 2000" de E-Type fue el himno oficial del evento.

### Balón oficial del torneo

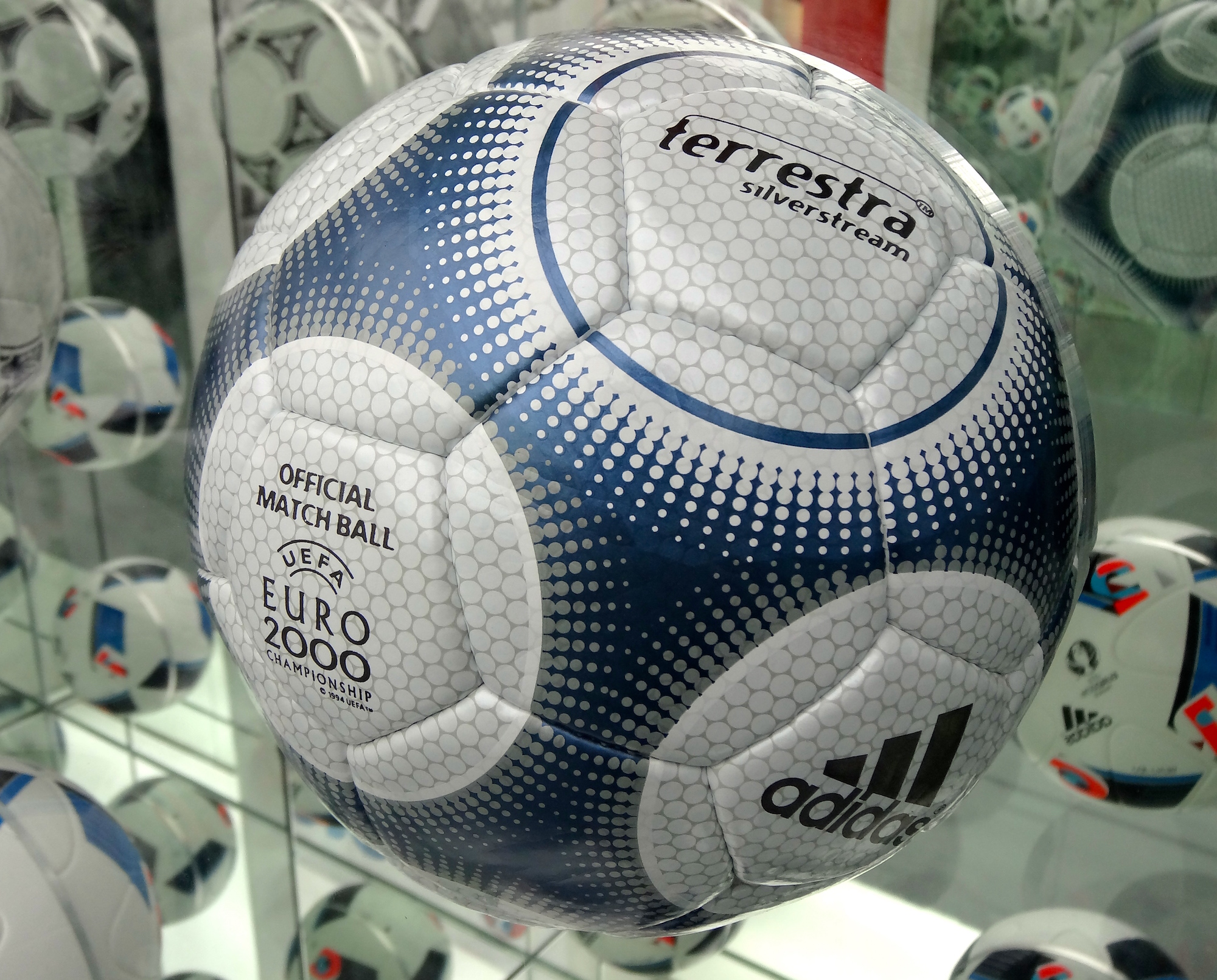
El balón Adidas Terrestra Silverstream.

El Adidas Terrestra Silverstream fue presentado como balón oficial de la competición el 13 de diciembre de 1999 en el estadio Constant Vanden Stock, estadio del Anderlecht, por Alessandro Del Piero, Edwin van der Sar, Zinedine Zidane y Luc Nilis.

### Mascota
La mascota oficial del torneo fue Benelucky (un juego de palabras con Benelux), un híbrido león-diablo cuya melena tiene los colores de las banderas de ambas naciones anfitrionas. El león es el emblema nacional del fútbol de los Países Bajos y el diablo es el emblema de Bélgica (el equipo recibe el sobrenombre de "los Diablos Rojos").

## Transmisión internacional
En Argentina: América TV transmitió en vivo 31 partidos. En Chile: TVN transmitió en vivo  31 partidos de la Eurocopa de Bélgica y los Países Bajos. En México: TV Azteca transmitió en vivo por televisión 31 partidos por Azteca 7 de lunes a domingo. En Colombia fue transmitida por el  canal público Canal A por RTI producciones y por el recién canal privado RCN Televisión luego de transmitir el mundial Francia '98 la cual ganó el país anfitrión, y para todo el continente americano por ESPN Latinoamérica.
Para America TV y Torneos y Competencias estuvieron desde estudios centrales Mariano Closs y Fernando Niembro y en los segundos o terceros partidos Sebastian Vignolo y Martin Liberman y la tercera dupla Gustavo Cima y Juan Marzio Fazzini. Y, para ESPN Latinoamérica Miguel Alfredo Simon (Argentina) y el exfutbolista argentino Enrique Ernesto Wolff y en segundos o terceros partidos Luis Omar Tapia (Chile) y Diego Balado(Argentina), Raúl Martin Taquini y Martin Ainstein y en un cuarto equipo Jorge Barril (Argentina) y Juan Yankilevich con periodistas en las previas de los respectivos partidos como Gustavo López, Germán Paoloski, Fernando Carlos, Emiliano Pinson, Daniel Arcucci, Carlos Salvador Bilardo análisis post partido y en previa respectiva mas Daniel Caccioli y Juan Pablo Varsky en estudios con los análisis de las jugadas más importantes y polémicas de los partidos.